# Alcolea de Cinca
Alcolea de Cinca (Alcoleya de Zinca en aragonés) es un municipio y localidad española de la provincia de Huesca, en la comunidad autónoma de Aragón. El término municipal, situado en la orilla derecha del río Cinca y perteneciente a la mancomunidad del Cinca Medio y al partido judicial de Fraga, tiene una población de 1109 habitantes (INE 2024).
Alcolea está situada bajo las Ripas, una montaña que "parece cortada a cuchillo" como dijo Ramón J. Sender, autor nacido en Chalamera pero que vivió gran parte de su infancia en Alcolea de Cinca. En lo alto del pueblo, se halla la Santa Cruz, una gran cruz de cemento que sustituyó a la antigua de madera que se levantaba donde se encontraba la ermita de la Cruz, hoy desaparecida.

## Historia
El nombre de Alcolea, proviene del artículo árabe al y kulai (castillo, fortaleza también en árabe). La mención más antigua data del año 1089, como Alcolegia. La etapa musulmana legará además un plano urbanístico típico, con calles estrechas y laberínticas, abundando las curvas y los callejones sin salida. Por otro lado, actualmente, abundan las casas de ladrillo, debido en parte a la abundancia de arcilla en la zona. Alcolea pasaría a manos cristianas en 1102.
En 1558, la casa de Alba heredaría el señorío de Alcolea, y utilizaría como residencia en el lugar donde hoy se ubica el Ayuntamiento. Durante los siglos XVII y XVIII se construirían numerosas casas señoriales, entre las que cabe destacar la Casa Pitarque, la Casa Monte o la recientemente restaurada Casa Nogueras. También en el siglo XVIII se construiría la iglesia de San Juan Bautista, de estilo renacentista aragonés, compuesta por tres naves y sustentada por pilastras estriadas.
También, en el siglo XVIII, se fundaría en Alcolea la Cofradía del Santo Cristo de Los Milagros, que perdura hasta hoy, siendo una de las cofradías de mayor antigüedad de Aragón.
Fuera del casco urbano, el Conjunto Arqueológico de La Codera reúne en escasos centenares de metros un patrimonio arqueológico de valor notable. Los restos conocidos hasta el momento abarcan desde la Edad del Bronce a la época ibérica cubriendo un lapso de tiempo que abarca casi un milenio.

## Demografía
Alcolea de Cinca cuenta con una población de 1109 habitantes (INE 2024).
| Gráfica de evolución demográfica de Alcolea de Cinca entre 1842 y 2021                                              |
| |
| Población de derecho según los censos de población del INE Población de hecho según los censos de población del INE |

## Cultura
Hoy en día las fiestas patronales en honor al Santo Cristo son organizadas por la Comisión de Fiestas del Ayuntamiento con la colaboración de los distintos colectivos, asociaciones y peñas del pueblo.
- Santo Cristo de los Milagros (14 de septiembre): las fiestas mayores tienen lugar el 14 de septiembre en honor al Santo Cristo de los Milagros, cuyo origen se encuentra en una antigua leyenda: un peregrino llega al templo para orar, y observando que no existía ninguna imagen destacada de Jesucristo, pide al pueblo materiales para construirla así como un lugar donde poder trabajar en soledad. Al cabo de unos días, y ya sin poder ocultar la curiosidad que sentían, los alcoleanos fueron a visitar al peregrino, encontrando intactos los materiales y alimentos que le suministraron, sin que él apareciera por ningún lado. En su lugar y para sorpresa de todos había una hermosa imagen del Cristo Crucificado. La cofradía del Santo Cristo, devota de esta imagen, se fundó en el siglo XVIII, es una de las más antiguas de Aragón. Está compuesta por 33 hermanos y es el eje de la vida cívico-religiosa del pueblo: organiza procesiones, asiste a todos los entierros y ha conseguido recuperar viejas tradiciones.
- Feria Artesanal (primer fin de semana de octubre): festividad de gran importancia, cada año cuenta con más artesanos participantes.
- Santa Catalina (noviembre).
- San Antón (noche del 16 al 17 de enero): los vecinos y peñas se reúnen a cenar alrededor de las hogueras.
- Santa Águeda (5 de febrero): celebraciones promovidas y centradas en la mujer.
- Semana Santa: muy esperadas las procesiones que tienen lugar esos días.
- Fiesta de los Quintos (fin de semana de Semana Santa): es tradición que los quintos bajen al río el sábado para comer y cortar los chopos que se "plantarán" (en las alcantarillas) en las calles del pueblo.
- San Isidro Labrador (15 de mayo): patrón de los labradores. Todos los años se celebra una romería, encabezada por los labradores y sus tractores, que se dirige al campo de fútbol donde se celebra una misa al aire libre.
- Romería de la Virgen de Chalamera (primer domingo después del 25 de abril, día en el que celebran la romería los vecinos de Chalamera).

## Administración y política
| Período   | Alcalde              | Partido                   | Partido |
| --------- | -------------------- | ------------------------- | ------- |
| 1979-1983 | Víctor Ramos Garcés  | PCE                       |         |
| 1983-1987 |                      | PCE                       |         |
| 1987-1991 |                      | Izquierda Unida de Aragón |         |
| 1991-1995 |                      | PSOE                      |         |
| 1995-1999 |                      | PSOE                      |         |
| 1999-2003 |                      | PAR                       |         |
| 2003-2007 | Mónica Lanaspa Ollés | PAR                       |         |
| 2007-2011 | Mónica Lanaspa Ollés | PAR                       |         |
| 2011-2015 | Mónica Lanaspa Ollés | PAR                       |         |
| 2015-2019 | Mónica Lanaspa Ollés | PAR                       |         |
| 2019-2023 | Begoña Nasarre Oliva | PSOE                      |         |
| 2023-2027 | Begoña Nasarre Oliva | PSOE                      |         |

| Partido político    | Partido político                                   | 2003   | 2007   | 2011   | 2015   |
| Partido político    | Partido político                                   | Ediles | Ediles | Ediles | Ediles |
|                     | Partido Aragonés (PAR)                             | 6      | 6      | 6      | 5      |
|                     | Partido de los Socialistas de Aragón (PSOE-Aragón) | 1      | 2      | 2      | 2      |
|                     | Partido Popular de Aragón (PP)                     | 2      | 1      | 1      | 1      |
|                     | Cambiar Alcolea de Cinca                           | —      | —      | —      | 1      |
|                     | Izquierda Unida (IU)                               | —      | —      | —      | —      |
|                     | Chunta Aragonesista (CHA)                          | —      | —      | —      | —      |
| Total de concejales | Total de concejales                                | 9      | 9      | 9      | 9      |

## Economía
La economía de Alcolea se centra en la agricultura (destacando los frutales y el arroz que allí se cultiva) y ganadería seguida de la industria manufacturera. Las industrias más grandes son Cerámicas Dobón, EuroPAC (fábrica de papel y cartón ondulado), Horpisa, etc. En los últimos años se han abierto pequeños comercios que pretenden fomentar el consumo de productos locales, como una floristería, una tienda de productos artesanales o de productos para el hogar.

### Evolución de la deuda viva municipal
| Gráfica de evolución de Deuda viva del Ayuntamiento de Alcolea de Cinca entre 2008 y 2019                                |
| |
| Deuda viva del Ayuntamiento de Alcolea de Cinca en miles de Euros según datos del Ministerio de Hacienda y Ad. Públicas. |